# Thomisus guangxicus
Thomisus guangxicus es una especie de araña cangrejo del género Thomisus, familia Thomisidae. Fue descrita científicamente por Song & Zhu en 1995.

## Distribución
Esta especie se encuentra en China.